# Réacteur S1B

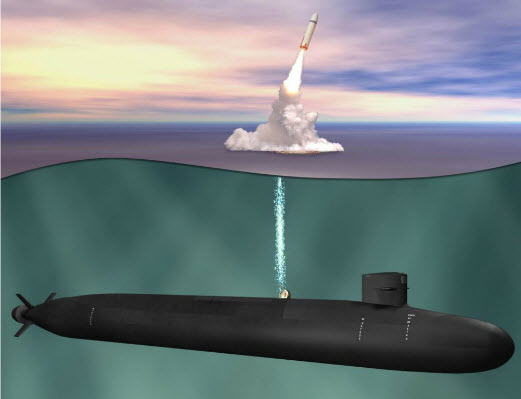
Vue d'artiste de la classe de remplacement des Ohio.

Le S1B Reactor est un réacteur nucléaire conçu par Bechtel Marine Propulsion Corporation qui devra équiper les sous-marins nucléaires lanceurs d'engins de la classe Columbia remplaçant les types Ohio.
L’acronyme S1B signifie :
- S = sous-marin (Submarine)
- 1 = numéro de la génération pour le fabricant
- B = Bechtel Marine Propulsion Corporation pour le nom du fabricant

Devant bénéficier de toutes les avancées technologiques permettant de diminuer les coûts de construction et de maintenance, il est prévu que le combustible nucléaire alimentant ce type de réacteur ait une durée de vie équivalente à la durée de vie du sous-marin, ce qui permettrait de ne pas avoir à retirer provisoirement du service le sous-marin lors de son rechargement à quais. A titre de comparaison, le réacteur nucléaire de l'USS Nautilus (SSN-571) (en service de 1955 à 1980) devait être rechargé tous les deux ans tandis que les unités de la classe Virginia, opérationnelles depuis 2004, disposent d'un cœur dont la durée de vie est de plus de 30 ans.